# Tomàs de los Santos
Tomàs de los Santos (València,?) és un cantautor valencià establert a Picassent. Les seues lletres versen el compromís amb la memòria col·lectiva, la igualtat social i la llengua catalana.
Criat entre Benimaclet i Fondeguilla, les seues majors influències musicals són Víctor Jara i John Lennon. El 2011 fou el guanyador del lV Premi Miquel Martí i Pol per la cançó «Homenatge anònim XV», basada en el poema homònim de Vicent Andrés Estellés, amb els arranjaments de Borja Penalba. El seu segon disc, Segona mà, comptà amb la col·laboració de l'actriu Sílvia Bel, amb qui presentà l'espectacle poeticomusical «M'he estimat molt la vida» a partir de textos de Miquel Martí i Pol, Vicent Andrés Estellés i Joan Vinyoli.
El 2021 tornà amb el seu tercer treball, La rosa als llavis, basat en el El poema de la rosa als llavis de Joan Salvat-Papasseit, de la mà de l'actriu i directora teatral Elsa Tronchoni.

## Discografia
- L'any 2012 va participar en el disc de La Marató amb la cançó «Vull amor», una adaptació al català de «Give me love» de George Harrison realitzada per Marc Parrot.

- Dones i dons, amb Borja Penalba, Mésdemil, 2014.[5]

- Segona mà, Mésdemil, 2016.[6]
- La rosa als llavis, Bureo Músiques, 2020.